# Додсон, Дороти
Дороти Люсиль Додсон (англ. Dorothy Lucille Dodson; 28 марта 1919, Чикаго, Иллинойс — 24 июня 2003, Данидин, Флорида), в замужестве Кенни (англ. Kenny) и Котценборн (англ. Kotzenborn) — американская легкоатлетка, специалистка по метанию копья, метанию диска, толканию ядра. Выступала в 1930-х и 1940-х годах, многократная победительница и призёрка первенств национального значения в метательных дисциплинах, в составе американской сборной участница летних Олимпийских игр в Лондоне.

## Биография
Дороти Додсон родилась 28 марта 1919 года в Чикаго, штат Иллинойс. Занималась лёгкой атлетикой в клубе Dempsey Hurricanes, выступала в разных метательных дисциплинах, при этом наибольшего успеха добилась в метании копья.
В 1939 году Додсон впервые стала чемпионкой США среди копьеметательниц и затем неизменно завоёвывала национальный титул в течение десяти лет подряд. Также в 1946 году она выигрывала национальный чемпионат в метании диска, а в 1944 и 1946—1947 годах была лучшей в толкании ядра.
Несмотря на достаточно высокие результаты долгое время Додсон не могла проявить себя на международной арене, поскольку запланированные на 1940 и 1944 годы Олимпийские игры были отменены из-за Второй мировой войны. Тем не менее, в 1948 году она выиграла национальный олимпийский отборочный турнир в метании копья и тем самым удостоилась права защищать честь страны на летних Олимпийских играх в Лондоне. Выступала здесь стразу в трёх дисциплинах: в толкании ядра не смогла преодолеть предварительный квалификационный этап, в метании диска с результатом 34,69 метра заняла итоговое 16-е место, тогда как в метании копья показала результат 41,96 метра и стала четвёртой. Дороти Додсон считается последней американской спортсменкой (независимо от пола), которой удалось выступить на одной Олимпиаде в трёх разных метательных дисциплинах.
Умерла 24 июня 2003 года в Данидине, штат Флорида, в возрасте 84 лет.